# Pteria
Pteria is een geslacht van tweekleppige weekdieren, dat fossiel bekend is vanaf het Jura. Tegenwoordig bestaan nog enkele soorten van dit geslacht.

## Beschrijving
De enigszins ongelijk scharnierende, enigszins bolvormige behuizingen van de Pteria-soort zijn meestal min of meer schuin eivormig, soms zelfs zijdelings ingedrukt. De linkerklep is meestal iets meer gebogen dan de rechterklep. De wervels zitten dicht bij de voorkant en zijn naar voren gebogen. De dorsale marge is recht en meestal verlengd tot lange vleugelachtige verlengingen (oren) aan de voor- en achterkant. De achterste verlenging is meestal veel langer dan de voorste verlenging en kan zelfs de gehele lengte van de behuizing overschrijden (Pteria peasei). Er is een gleuf voor de byssus onder het vooroor van de rechter flap. Het kardinale veld (slot) heeft een platte driehoekige ligamentput, die enigszins schuin naar achteren is gericht. Het slot heeft een of twee korte, tandachtige verlengingen onder de wervel. Het oppervlak van de behuizing is glad met zwakke groeistroken en/of met radiale rimpels. De periostracum is vezelig, schilfert vaak en kan tot aan de rand van de behuizing worden verlengd. Jeugdige exemplaren hebben nog twee sluitspieren. Bij de volwassen dieren is de voorste sluitspier ernstig of volledig verminderd; ze hebben maar één sluitspier. De lengte van de schelp bedraagt circa 7,5 centimeter.

## Geografische verspreiding en habitat
De soort van het geslacht Pteria wordt nu wereldwijd gevonden in tropische en subtropische zeeën. Weinig soorten penetreren gematigde gebieden. Ze komen voor van ondiep water (ca. 5 m) tot grotere waterdiepten (dieper dan 1500 meter). Ze leven met byssusdraden vastgemaakt op harde gronden.

## Soorten
- Pteria admirabilis Wang, 2002
- Pteria aegyptiaca (Dillwyn, 1817)
- Pteria avicular  (Holten, 1802)
- Pteria bernhardi  (Iredale, 1939)
- Pteria broomei  Huber, 2010
- Pteria brunnea  (Pease, 1863)
- Pteria bulliformis  Wang, 2002
- Pteria colymbus (Roding, 1798)
- Pteria cooki  Lamprell & Healy, 1997
- Pteria dendronephthya  Habe, 1960
- Pteria fibrosa  (Reeve, 1857)
- Pteria formosa  (Reeve, 1857)
- Pteria gregata  (Reeve, 1857)
- Pteria heteroptera  (Lamarck, 1819)
- Pteria hirundo Linnaeus, 1758
- Pteria howensis  Lamprell & Healy, 1997
- Pteria lata  (Gray in Eyre, 1845)
- Pteria maura  (Reeve, 1857)
- Pteria peasei  (Dunker, 1872)
- Pteria physoides  (Lamarck, 1819)
- Pteria saltata  (Iredale, 1931)
- Pteria spectrum  (Reeve, 1857)
- Pteria sterna Gould, 1851
- Pteria straminea  (Dunker, 1852)
- Pteria tortirostris  (Dunker, 1849)
- Pteria venezuelensis  (Dunker, 1872)

## Uitgestorven soorten
- P. argentea † Conrad 1848
- P. bisincilis † Guo 1985
- P. dianensis † Guo 1985
- P. hechuanensis † Xu 1978
- P. infelix † White 1887
- P. inornata † Gabb 1873
- P. limula †
- P. murchisoni † Geinitz 1861
- P. nasuta † Tate 1886
- P. notukeuensis † Warren 1934
- P. pellucida † Gabb 1864
- Pteria penguin †  (Röding, 1798)
- P. peregrina † Stoyanow 1949
- P. plana † Morris & Lycett 1854
- P. richardsoni † Girty 1908
- P. squamifera † Girty 1908
- P. ussurica † Kiparisova 1938
- P. yonganensis † Wang 1993